# Koninklijke Nederlandsche Schaatsenrijders Bond
De Koninklijke Nederlandsche Schaatsenrijders Bond (KNSB) is een Nederlandse schaatsorganisatie, opgericht op 17 september 1882. De organisatie overkoepelt de diverse schaatsdisciplines in Nederland, waaronder volgens de KNSB zelf: inlineskaten, kunstrijden, langebaan/kortebaan, marathon, schoonrijden, shorttrack en schaatsen op natuurijs. Bij de bond zijn ongeveer 760 schaatsverenigingen en 8 gewesten aangesloten. Het kantoor van de KNSB was tot december 2012 gevestigd in de gemeente Amersfoort. Daarna werd de huidige vestiging in Utrecht in gebruik genomen.

## Geschiedenis
Na de voorbereidende vergadering op 25 juni te Utrecht vond de Constituerende vergadering van de Nederlandsche Schaatsenrijdersbond plaats op 17 september 1882 in het Odeon te Amsterdam op initiatief van diverse ijsverenigingen en ijsclubs uit die tijd. Aanwezig bij de oprichtingsvergadering waren vertegenwoordigers van de Amsterdamse IJsclub, de Amsterdamsche Skating club, de IJsvereniging Groningen, de IJsclub voor Haarlem en Omstreken, de IJsvereniging Heerenveen (later Thialf), IJsclub Kralingen en Omstreken, de IJsclub te Leeuwarden, de Leidse studenten IJsclub uit Leiden, de Vereeniging voor Volksvermakelijkheden te Steenwijk en de IJsclub Winsumer IJsbaan.
Tot leden van het eerste bestuur werden voorgedragen:
- M.J. Waller, voorzitter, vertegenwoordiger van de Amsterdamsche Skating club
- mr. S. Salverda, vice-voorzitter, vertegenwoordiger van de IJsclub te Leeuwarden
- J.J. van Vollenhoven, penningmeester, vertegenwoordiger van de IJsclub Kralingen en Omstreken
- J. van Buttingha Wichers, eerste secretaris, vertegenwoordiger van de Leidse studenten IJsclub
- G. baron de Salis, tweede secretaris
- mr. M. Mzn. van Heloma, commissaris, vertegenwoordiger van de IJsvereniging Heerenveen
- H.J. Diephuis, commissaris

In de eerste Algemene Vergadering van de bond, op 3 december 1882, vond de benoeming van de voorgedragen personen tot het officiële bestuur plaats, met uitzondering van de heer Diephuis.
Vanaf het begin heeft de bond zich in haar toen vastgestelde statuten o.a. ten doel gesteld om:
- het schaatsenrijden te bevorderen en aan te moedigen;
- het organiseren van internationale wedstrijden op schaatsen in Nederland;
- het deelnemen aan internationale wedstrijden op schaatsen in het buitenland.

## Koninklijk
In 1900 aanvaardde koningin Wilhelmina het beschermvrouwschap van de bond, mogelijk geïnspireerd door haar halfbroer Prins Alexander van Oranje-Nassau (1851-1884), die nauwe banden had met de Engelse schaatsbond, de National Skating Association of Great-Britain te Grantchester, waar een challenge-cup naar hem vernoemd was.
Ter ere van het 40-jarige bestaan in het najaar van 1922 verleende koningin Wilhelmina het predicaat koninklijk aan de bond. Burgemeester Lucas Bolsius van Amersfoort overhandigde in 2011 op het bondsbureau namens de koningin Beatrix een document met de toezegging dat de bond tot 2036 koninklijk blijft.

## Structuur
De KNSB kent 8 gewesten, namelijk:
| - Groningen - Friesland - Drenthe - Overijssel | - Gelderland - Noord-Holland/Utrecht - Zuid-Holland - Noord-Brabant/Limburg/Zeeland |

Deze gewesten staan niet direct onder leiding van de KNSB, maar ze moeten zich wel aan de gestelde regels houden. In de algemene ledenvergadering (de ledenraad) worden beleidsplannen van het Bestuur goedgekeurd. Binnen de KNSB bestaan 8 zogenaamde secties:
| - langebaan en kortebaan (supersprint) - shorttrack - marathon - kunstrijden | - inline-skaten - natuurijs - recreatief skaten - schoonrijden |

Aan het hoofd van elke discipline (sectie) staat het sectiebestuur, dat verantwoordelijk is voor het goed verlopen van wedstrijdactiviteiten binnen de desbetreffende discipline.

## Ledenraad
De bondsraad bestaat uit een vertegenwoordiger van elk gewest en sectiebestuur. Deze raad is het adviesorgaan voor de Algemene Ledenvergadering. Zij beoordeelt het jaarplan, begroting, jaarverslag, jaarrekening en de reglementswijzigingen. Het algemeen bestuur kan voor uitvoering van bepaalde taken commissies benoemen, waaronder op dit moment een medische commissie. Voor de Olympische disciplines Langebaan en Shortrack is er tevens een Topsportcommissie, benoemd door het bestuur. De taak van deze commissies is met name beleidsvoorbereidend en uitvoerend.
Op 5 november 2015 liet de KNSB weten flink te zullen gaan bezuinigen vanwege teruglopende sponsorgelden en subsidies waardoor vijftien medewerkers op het bondsbureau vertrokken. Daarbij is er in 2014/2015 en 2015/2016 ruim 3,5 miljoen euro bespaard op de eigen organisatie om de begroting in twee jaar terug te brengen van 16,5 miljoen naar 12 miljoen euro. Daarnaast werkt de KNSB met een sterk verlaagd premiestelsel (van 1,2 naar 0,6 miljoen euro) en een nieuw licentiemodel voor professionele schaatsteams. De teams moeten 100.000 euro voor een minder waardevolle licentie neertellen en er gaat een streep door de bijdrage van 200.000 euro voor talentontwikkeling bij de gewesten. De ledenraad gaat zich nu buigen over de voorstellen die zijn afgewezen door de partijen. Met de convenantgroep volgde intensief overleg, maar het struikelpunt op 25 oktober 2016 in de onderhandelingen was echter de contractperiode die de KNSB maar voor één jaar wil vastleggen, maar de partijen ook in het olympisch seizoen 2017-2018.

## Voorzitter
Op 31 maart 2009 werd bekendgemaakt dat oud-vakbondsman Doekle Terpstra is voorgedragen als nieuwe voorzitter van de KNSB. Op 27 juni 2009 werd hij formeel door het bondscongres gekozen. Tijdens zijn voorzitterschap moest in samenspraak met de NOC*NSF geadviseerd worden over een nieuwe schaatshal, in de vorm van een Centrum voor Topsport en Onderwijs, waar als enige in Nederland grote internationale schaatstoernooien gehouden mogen worden. Uit de plannen voor de Icedôme in Almere, Thialf in Heerenveen en Transportium bij Zoetermeer, werd gekozen voor de locatie in Flevoland.
In 2013 kwam hij onder vuur te liggen, mede omdat de schaatsbond niet meer de organisatie op zich wilde nemen van een wereldbekerwedstrijd in Heerenveen, die daardoor naar Astana in Kazachstan verplaatst werd. Op 28 augustus 2013 besloot de ledenraad unaniem het vertrouwen in hem uit te spreken. Dit kwam op kritiek te staan van Sven Kramer, lid van die raad maar bij de stemming niet aanwezig, die het omschreef als een gemiste kans om hem weg te sturen. Terpstra noemde de kritiek van Kramer "een kampioen onwaardig". Desondanks vroeg hij de volgende dag de ledenraad in een open brief hem per direct te ontslaan als voorzitter. Op 3 september 2013 werd hij formeel ontslagen.

## Categorieën
Schaatsers worden bij langebaan, marathonschaatsen en shorttrack door de KNSB ingedeeld in verschillende categorieën op basis van leeftijd. Als peildatum voor leeftijden geldt 1 juli voorafgaande aan het betreffende schaatsseizoen. De indeling is als volgt:
- Pupillen F: t/m 7 jaar
- Pupillen E: 8 jaar
- Pupillen D: 9 jaar
- Pupillen C: 10 jaar
- Pupillen B: 11 jaar
- Pupillen A: 12 jaar
- Junioren C: 13 en 14 jaar
- Junioren B: 15 en 16 jaar
- Junioren A: 17 en 18 jaar
- Neo-Senioren: 19 t/m 22 jaar
- Senioren: 23 t/m 38 jaar
- Masters: 39 jaar en ouder

In het inline-skaten zijn de wedstrijdcategorieën ingedeeld op basis van leeftijd. Het geboortejaar is bepalend voor de wedstrijdcategorie waarin je het wedstrijdseizoen gaat uitkomen. Als peildatum voor leeftijden geldt 1 januari voorafgaande aan het betreffende inline-skate-seizoen.
- Pupillen 4: 6 jaar en jonger
- Pupillen 3: 7 en 8 jaar
- Pupillen 2: 9 en 10 jaar
- Pupillen 1: 11 en 12 jaar
- Cadetten: 13 en 14 jaar
- Junioren B: 15 en 16 jaar
- Junioren A: 17 en 18 jaar
- Senioren: 19 t/m 39 jaar
- Masters: 40 jaar en ouder

## Ereleden
In haar begin periode is er veel werk verzet door de bestuursleden. In die periode werden de volgende bestuursleden tot Erelid benoemd tijdens de Algemene Vergadering (AV) van de Bond:
H. Kolff, in de AV van 1892.
E.L. Graaf van Limburg Stirum, in de AV van 1893.
Mr. B. van Eeten, in de AV van 1904.
Het huidige KNSB Erelidmaatschap betreft een onderscheiding van de KNSB zoals beschreven in de statuten van de KNSB onder artikel 20 Tot op heden zijn er de volgende Nederlandse (kunst)schaats(st)ers onderscheiden tot erelid:
- Langebaanschaatsster Atje Keulen-Deelstra
- Kunstrijdster Sjoukje Dijkstra
- Langebaanschaatser Kees Verkerk
- Langebaanschaatser Ard Schenk
- Langebaanschaatser Rintje Ritsma
- Langebaanschaatsster Marianne Timmer
- Langebaanschaatser Henk van der Grift

## Ledenaantallen
Hieronder de ontwikkeling van het ledenaantal en het aantal verenigingen:
| Jaar | Ledenaantal | Verenigingen |
| ---- | ----------- | ------------ |
| 2019 |             | 643          |
| 2018 |             | 649          |
| 2017 | 40.265      | 652          |
| 2016 | 35.685      | 660          |
| 2015 | 34.387*     | 683          |
| 2014 | 80.341      | 710          |
| 2013 | 95.810      | 727          |
| 2012 | 91.539      | 724          |
| 2011 | 118.680     | 734          |
| 2010 | 73.427      | 729          |
| 2009 | 43.432      | 740          |
| 2008 | 56.902      | 740          |
| 2007 | 149.920     | 738          |
| 2006 | 152.384     | 729          |
| 2005 | 161.673     | 756          |
| 2004 | 164.111     | 755          |
| 2003 | 170.701     | 741          |
| 2002 | 168.532     | 757          |
| 2001 |             | 758          |
| 1999 | 162.696     | 767          |
| 1996 | 153.281     | 758          |
| 1993 | 146.796     |              |
| 1990 | 138.974     |              |
| 1987 | 141.293     |              |
| 1984 | 134.988     |              |
| 1981 | 111.652     |              |
| 1978 | 160.000     |              |
| 1969 | 182.075     |              |
| 1950 | 144.360     |              |
| 1930 | 30.000      |              |
| 1910 | 17.000      |              |
| 1907 |             | 27           |
| 1906 |             | 26           |
| 1905 |             | 25           |
| 1904 |             | 24           |
| 1903 |             | 24           |
| 1902 |             | 24           |
| 1901 |             | 24           |
| 1900 |             | 29           |
| 1899 |             | 27           |
| 1898 |             | 27           |
| 1897 |             | 28           |
| 1896 |             | 28           |
| 1895 |             | 27           |
| 1894 |             | 24           |
| 1893 |             | 24           |
| 1892 |             | 23           |
| 1891 |             | 23           |
| 1890 |             | 24           |
| 1889 |             | 24           |
| 1888 |             | 20           |
| 1887 |             | 19           |
| 1886 |             | 19           |
| 1885 |             | 22           |
| 1884 |             | 21           |
| 1883 |             | 19           |
| 1882 |             | 15           |

* De Koninklijke Nederlandsche Schaatsenrijders Bond meldt sinds 2015 geen leden van natuurijsclubs meer aan, de cijfers van 2014 en 2015 van de KNSB kunnen daarom niet met elkaar vergeleken worden.